# Луніно (Балтійський район)
Луніно (рос. Лунино) — селище Балтійського району, Калінінградської області Росії. Входить до складу Балтійського міського поселення.
Населення —  492 особи (2015 рік). 

## Населення
| 2002 | 2010 |
| ---- | ---- |
| 172  | ↗492 |